# Pondok Aren (onderdistrict)
Pondok Aren is een onderdistrict in de provincie Banten in het westen van Java, Indonesië.

## Plaatsen
- Jurang Mangu Barat
- Jurang Mangu Timur
- Pondok Kacang Timur
- Pondok Kacang Barat
- Perigi
- Perigi Lama
- Perigi Baru
- Pondok Aren
- Pondok Karya
- Pondok Jaya
- Pondok Betung
- Pondok Pucung